# 서리 (행정)
서리(署理)는 어떤 직책에서 결원이 생겼을 때의 대리 행위 및 그 대리자이다. 주로 공직에 사용되는 언어이다. 1894년 고종 때부터 도입하기 시작하였다. 서리는 직책의 결원이 생겼을 때 그 자리에 앉아서 그 직무 역할을 수행하는 인물이며, 조선시대의 서리는 권한대행의 성격을 지녔다. 그러나 사실상 임명 내정된 자로서 그 업무를 수행하는 것으로서, 정식 직책을 보유한 하급자로서 상급자의 직무수행을 대신하는 권한대행, 직무대행, 직무대리와는 다소 성격, 지위가 다르다.

## 국무총리 서리와 장관 서리
국무총리가 결원이 된 경우, 법적으로 규정된 권한대행 대신 후임자를 미리 임명하고, 임명동의가 되기 전에 직무를 대행하는 것을 서리라고 칭했다. 이에 대해 대한민국 헌법재판소에 권한 쟁의가 발의되기도 했다. 장관의 경우도 이와 같다. 간혹 정부 공기업, 유관기관의 장 인선 역시 비슷하다.

### 인정 여부
위헌설, 합헌설, 예외적 합헌설이 존재한다.

### 성질
권한의 대리는 행정기관 간의 문제이나 권한의 서리는 기관구성자의 궐위시의 문제이므로 양자 간에 다소 성질상 차이가 있다. 그러나 대리든 서리든 양자 모두 행정사무의 대행인 점에서는 본질적인 차이가 없다. 따라서 서리를 법정대리의 하나인 지정대리로 보아도 무방하다.

### 지위
서리는 자기의 책임하에 자기의 이름으로 당해 기관의 전 권한을 행사한다. 당해 기관의 구성자가 정식으로 임명되거나, 본인의 사임, 또는 서리의 지정행위가 철회되면 그 때부터 서리관계는 종료한다.

## 서리제 도입
서리 제도는 1894년(고종 30) 조선왕조에서 도입되었다. 이때 관찰사의 서리는 관찰사부의 선임 참서관 또는 관찰사부가 소재한 부의 부윤, 군수가 겸임하였다. 이는 불시에 후임자를 임명하지 못하고 관찰사, 부윤, 군수 등을 파면하거나 해임, 혹은 현직자의 사망 이후 해당 자리가 공석에 놓이는 것을 방지하기 위해서 도입하였으며, 사실상 확정된 내정자였다.
조선 시대의 서리는 권한대행의 성격이었으며, 대한민국에 와서는 현직 자리에 앉은, 아직 정식 승인되지 않은 자를 서리라 하고, 하급 직위나 다음 서열로서 궐위중인 상사의 자리를 대신하는 자에 대해서는 권한대행, 직무대행, 또는 직무대리라고 부른다.

## 천주교
천주교의 경우 천주교 함흥교구, 천주교 평양교구, 천주교 덕원자치수도원구 등의 조선민주주의인민공화국 지역에서 선교 활동을 못하게 되자, 그 지역의 교구장 대신 교구장 서리를 임명하고 있다. 함흥교구의 교구장 서리는 춘천교구장이, 평양교구장 서리는 서울대교구장이, 덕원자치수도원구장 서리는 성 베네딕도회 왜관수도원장이 맡는다.